# Way Beyond
Way Beyond è un brano musicale del gruppo britannico Morcheeba, estratto nel 2002 come secondo singolo del loro quarto album Charango.

## Tracce
1. Way Beyond – 3:34

## Classifiche
| Classifica (2002) | Posizione più alta |
| ----------------- | ------------------ |
| Polonia           | 15                 |
| Regno Unito       | 147                |
| Ungheria          | 9                  |